# Naughton
Naughton is een dorpje in het bestuurlijke gebied Babergh, in het Engelse graafschap Suffolk. Het maakt deel uit van de civil parish Nedging-with-Naughton. De aan de Maagd Maria gewijde dorpskerk, waarvan delen uit de dertiende en veertiende eeuw stammen, heeft een vermelding op de Britse monumentenlijst.